# Tamala Jones
Tamala R. Jones (ur. 12 listopada 1974 w Pasadenie) – amerykańska aktorka, aktywna w branży filmowej począwszy od roku 1995.

## Życie prywatne
W 2003 roku spotykała się z amerykańskim raperem Nate Doggiem, którego poznała na planie filmu Przywódca – zwariowana kampania prezydencka. W 2006 roku przyznała się do chirurgicznego zabiegu powiększenia piersi. Wystąpiła w kilku teledyskach, między innymi do utworu Jaya-Z Girls, Girls, Girls, czy piosenki grupy Wu-Tang Clan – Gravel Pit.

## Filmografia

### Film
| Tytuł filmu                                 | Oryginalny tytuł                | Rok produkcji | Rola            |
| ------------------------------------------- | ------------------------------- | ------------- | --------------- |
| Skrawki życia                               | How to Make an American Quilt   | 1995          | Babcia Anny     |
| Podryw                                      | Booty Call                      | 1997          | Nikki           |
| Szalona impreza                             | Can’t Hardly Wait               | 1998          | Cindi           |
| Diamentowa afera                            | Blue Streak                     | 1999          | Janiece         |
| Uciekający pan młody                        | The Wood                        | 1999          | Tanya           |
| Zalotnik w akcji                            | The Ladies Man                  | 2000          | Theresa         |
| Za wszelką cenę                             | Turn It Up                      | 2000          | Kia             |
| Jak zabić psa sąsiada?                      | How to Kill Your Neighbor's Dog | 2000          | Laura Leeton    |
| Historia Little Richarda                    | Little Richard                  | 2000          | Lucille         |
| Następny piątek                             | Next Friday                     | 2000          | D'Wana          |
| Bracia                                      | The Brothers                    | 2001          | Sheila West     |
| Gra dla dwojga                              | Two Can Play That Game          | 2001          | Tracey Johnson  |
| Przystanek miłość                           | On the Line                     | 2001          | Jackie          |
| Królestwo niebieskie                        | Kingdom Come                    | 2001          | Nadine          |
| Przywódca – zwariowana kampania prezydencka | Head of State                   | 2003          | Lisa Clark      |
| Nora's Hair Salon                           | Nora's Hair Salon               | 2004          | Clorie          |
| Nadine in Date Land                         | Nadine in Date Land             | 2005          | Gwiazda         |
| Telefon od mordercy                         | Long Distance                   | 2005          | Margaret Wright |
| Flirt                                       | Flirt                           | 2006          | Stevie Ridge    |
| What Love Is                                | What Love Is                    | 2007          | Katherine       |
| Małolaty na obozie                          | Daddy Day Camp                  | 2007          | Kim Hinton      |
| Who’s Your Caddy?                           | Who’s Your Caddy?               | 2007          | Shannon         |
| Protect and Serve                           | Protect and Serve               | 2007          | Sharon Harvey   |
| Who’s Deal?                                 | Who’s Deal?                     | 2008          | Pani Watson     |
| Show Stoppers                               | Show Stoppers                   | 2008          | Renee           |
| American Dream                              | American Dream                  | 2008          | Keisha          |
| The Hustle                                  | The Hustle                      | 2008          | Nikki           |
| Nastukani producenci                        | Nastukani producenci            | 2009          | Regina          |
| Busted                                      | Busted                          | 2009          | JJ              |
| Laredo                                      | Laredo                          | 2009          | Maggie          |
| W chmurach                                  | Up in the Air                   | 2009          | Karen Barnes    |
| 35 and Ticking                              | 35 and Ticking                  | 2011          | Victoria        |
| Things Never Said                           | Things Never Said               | 2012          | Daphne          |

### Serial
| Tytuł filmu                   | Oryginalny tytuł              | Rok produkcji    | Rola               |
| ----------------------------- | ----------------------------- | ---------------- | ------------------ |
| The Parent 'Hood              | The Parent 'Hood              | 1995             | Yvonne             |
| Ostry dyżur                   | ER                            | 1995, 2001       | Joanie Robbins     |
| The Wayans Bros.              | The Wayans Bros.              | 1995             | Wanda              |
| Bajer z Bel-Air               | The Fresh Prince of Bel-Air   | 1995             | Tiffany            |
| JAG                           | JAG                           | 1996             | Nia                |
| Dangerous Minds               | Dangerous Minds               | 1996             | Callie Timmons     |
| Sekrety Weroniki              | Veronica’s Closet             | 1997–1999        | Tina               |
| For Your Love                 | For Your Love                 | 1998             | Barbara Jean       |
| One on One                    | One on One                    | 2001, 2002, 2005 | Tanya              |
| Couples                       | Couples                       | 2002             | Julia              |
| The Tracy Morgan Show         | The Tracy Morgan Show         | 2003–2004        | Alicia Mitchell    |
| Miłość z o.o                  | Love, Inc                     | 2005             | Terri              |
| Zaklinacz dusz                | Ghost Whisperer               | 2006             | Amy                |
| CSI: Kryminalne zagadki Miami | CSI: Miami                    | 2006             | Pani Watson        |
| Na imię mi Earl               | My Name Is Earl               | 2007             | Liberty Washington |
| Studio 60                     | Studio 60 on the Sunset Strip | 2007             | Claire             |
| Castle                        | Castle                        | 2009–2016        | Dr. Lanie Parish   |
| Melanż z muchą                | Party Down                    | 2010             | Mary Ellison       |